# Artur Mkrttschjan

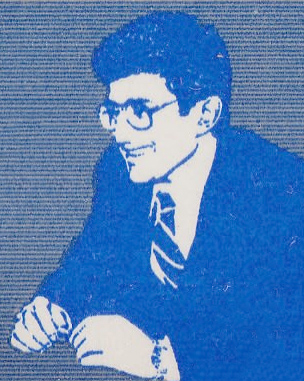
Abbildung Mkrttschjans auf einer Briefmarke

Artur Mkrttschjan (armenisch Արթուր Մկրտչյան Art'owr Mkrtčyan, * 16. Februar 1959 in Hadrut, Autonomes Gebiet Bergkarabach; † 14. April 1992 in Stepanakert, Republik Bergkarabach) war ein Karabach-Politiker und Mitglied Armenischen Revolutionären Föderation (ARF).
Mkrttschjan galt als das erste Staatsoberhaupt der Republik Arzach ab dem 6. Januar 1992, nachdem er zum Obersten Rat der Republik gewählt wurde. 
Wenige Wochen nach seiner Amtseinführung begann der offene Bergkarabachkrieg, bei dem Mkrttschjan daran arbeitete, das Land gegen aserbaidschanische Invasoren zu verteidigen.
Er konnte sein Mandat nur weniger als drei Monate ausüben und wurde mit 33 Jahren unter mysteriösen Umständen vor seinem Haus erschossen. Sein Nachfolger wurde Georgi Petrosjan.